# Nada de todo esto
Nada de todo esto es un cortometraje argentino dirigido por Patricio Martínez y Francisco Cantón. El cortometraje es una adaptación del cuento "Nada de todo esto" de Samanta Schweblin, del libro "7 Casas vacías".
La cinta fue seleccionada para participar en la sección oficial de cortometrajes por la Palma de Oro en la 76° edición del Festival de Cannes.

## Reparto
- Érica Rivas como la madre
- Miranda de la Serna  como la hija
- Mara Bestelli como la propietaria

## Producción
El cortometraje fue producido por las productoras argentinas Volpe Films y Pantera, por al española Blur y la estadounidense Anonymous Content.

## Premios y nominaciones
| Premio/Festival de Cine | Fecha del evento             | Categoría                    | Nominado          | Resultado | Ref.  |
| ----------------------- | ---------------------------- | ---------------------------- | ----------------- | --------- | ----- |
| Festival de Cannes      | del 16 al 27 de mayo de 2023 | Palma de Oro (cortometrajes) | Nada de todo esto | Pendiente | [ 3 ] |